# Marianne Bujard
Marianne Bujard (Lausanne, 1958–;  kínai neve pinjin hangsúlyjelekkel: Lǚ Mǐn; magyar népszerű: Lü Min; egyszerűsített kínai: 吕敏; hagyományos kínai: 呂敏) svájci sinológus.

## Élete
Marianne Bujard a Lausanne-i Egyetemen diplomázott 1986-ban. Ezt követően a Genfi Egyetem és a Pekingi Egyetem (1981-1983) tanult kínaiul. Tanulmányait Párizsban folytatta, és az École pratique des hautes études-ön (EPHE) szerzett doktori fokozatot 1994-ben. 1995-ben az École française d'Extrême-Orient kutatója és tanára lett lett. 2102-től az EPHE-n is tanít.
Fő kutatási területe a kínai vallások, kultuszok. 2000-ben megjelent, Le sacrifice au ciel dans la Chine ancienne című monográfiájáért 2002-ben Stanislas Julien-díjjal jutalmazták.

## Főbb művei
- Le sacrifice au ciel dans la Chine ancienne: théorie et pratique sous lesHan Occidentaux, Paris, EFEO, Monographie 187, 2000, 264 p.
- "La vie de Dong Zhongshu: Enigmes et hypothèses", Journal Asiatique, t. CCLXXX, n° 1-2, 1992, p. 145-217.
- "Le temple des anciens souverains", Matériaux pour l'étude de la religion chinoise, 1, 1997, p. 67-77.
- "Le Traité des sacrifices" du Hanshu et la mise en place de la religion d'Etat des Han Bulletin de l'Ecole française d'Extrême-Orient, 84, 1997, p. 111-127.
- "Le culte du Joyau de Chen: culte historique, culte vivant", Cahiers d'Extrême-Asie, 10, 1998, p. 131-181.
- "Célébration et promotion des cultes locaux, six stèles des Han Orientaux", Bulletin de l'Ecole française d'Extrême-Orient, 87, 2000, p. 247-266.
- "Le culte de Wangzi Qiao ou la longue carrière d'un immortel", Etudes chinoises, 17, printemps-automne 1999, p. 115-158.
- "Hydraulique et Société en Chine du Nord: une coopération franco-chinoise en sciences sociales", BEFEO, 88, 2001, p. 345-353.
- "La Chine en construction, Pékin en destruction", Bulletin de l'Association française des amis de l'Orient, 48, automne 2004, p. 21-23.
- "Inventaire des temples de Pékin (1750-1949): épigraphie, archives et enquêtes de terrain", Revue de l'histoire des religions, 2010. 4, p. 663-682.

## További hivatkozások
- Marianne Bujard bibliográfiája[halott link]